# Stanisław Sojka (album)
Stanisław Sojka – album Stanisława Sojki wydany w 1986 roku przez RCA, dzięki rekomendacji menedżera Maanamu – Roberta Lynga.
Foto: Klaus Thumser. Projekt: Harry Sombrowski.

## Lista utworów
Strona 1
1. "Fade Away" (S. Sojka – S. Sojka, R. Lyng) – 5:04
2. "Slow It Down" (S. Sojka – S. Sojka, R. Lyng) – 5:21
3. "Never Fear" (S. Sojka – S. Sojka, R. Lyng) – 5:08
4. "It's Raining" (S. Sojka) – 3:53

Strona 2
1. "Love Is Crazy" (S. Sojka – S. Sojka, A. Lamb) – 4:44
2. "Bat An Eye" (S. Sojka) – 3:59
3. "Heaven" (S. Sojka) – 4:35
4. "Fellow Man" (S. Sojka) – 4:14
5. "Father's Lullaby (Jacob's Song)" (S. Sojka) – 3:14

## Muzycy
- Stanisław Sojka – śpiew, fortepian, instrumenty klawiszowe, skrzypce
- Zbigniew Brysiak – instrumenty perkusyjne
- Geoff Dugmore – perkusja, instrumenty perkusyjne
- Steve Greetham – gitara basowa, śpiew
- Chris Jarrett – gitara
- Jim Dvorak – trąbka
- Harrison Smith – saksofon
- Annabel Lamb – śpiew
- The Spirit of Watts (Errord Jarrett, Verna Wilks, G. Barrington Desouza, Leroi Barrett, Sherley Fenty) – śpiew